# Sự cố Vang Tao
Sự cố Vang Tao hay sự kiện Vang Tao là sự kiện xảy ra ngày 3 tháng 7 năm 2000, trong đó một nhóm phiến quân vũ trang và lính đánh thuê tấn công tiền đồn hải quan Lào tại cửa khẩu Vang Tao ở bản Vang Tao muang Phonthong tỉnh Champasack, biên giới Lào - Thái phía nam CHDCND Lào.
Những kẻ đột kích, như được mô tả, đã chạy sang Thái Lan, bỏ lại 6 người chết của họ, và 27 người bị chính quyền Thái Lan bắt giữ. Trong số đó có 11 người mang quốc tịch Thái Lan.
Vụ tấn công diễn ra sau một loạt vụ đánh bom ở Viêng Chăn do các phiến quân người H'Mông thực hiện, có liên quan đến nhóm dưới quyền tướng Vang Pao. Nó trùng hợp với chuyến thăm vận động hành lang kéo dài 1 tháng của Hoàng tử Sauryavong Savang và Thái tử Soulivong Savang tới Hoa Kỳ . Một số nhà phân tích cho rằng cuộc đột kích có khả năng là biểu thị lực lượng để có được sự hỗ trợ tài chính và chính trị từ người Lào ở nước ngoài.